# Economía de la Región de Murcia
La Región de Murcia ha sido tradicionalmente agrícola a consecuencia de su buen clima y sus tierras fértiles. Sin embargo, debido a las sequías y posterior crisis de los años 1990, la construcción y el turismo se han convertido en las bases de la economía murciana. Aun así la agricultura sigue siendo un motor importante de desarrollo en la Región, la cual es considerada la Huerta de Europa.
También son relevantes otro tipo de industrias como la conservera, la del mueble o la naval.

## Energía
A pesar de la liberación del servicio eléctrico, Iberdrola es la empresa que dispone de mayor presencia en la Región de Murcia.
DEGESCO es una asociación regional que agrupa a setenta gasolineras independientes.

### Energías renovables
La Agencia de gestión de la energía de la Región de Murcia es la encargada de fomentar las energías renovables, la eficiencia energética y el transporte sostenible.

#### Energía solar
Aunque el número medio anual de horas de sol en la Región de Murcia es superior a las 2800 horas con una irradiación media entre 4 y 5 kWh por m² y día según las zonas, no se encuentra suficientemente desarrollada la producción de la energía solar; existen varias explotaciones productivas y se encuentra algo difundida entre viviendas particulares para diversos usos. Atendiendo al método de producción la energía solar fotovoltaica está bastante desarrollada, sin embargo, la energía solar térmica se emplea menos. Se pueden señalar algunos ejemplos: se instaló una planta de energía solar fotovoltaica en 2008 en Fuente Álamo de Murcia con una potencia de 26 megavatios; la administración regional ha dado cierta importancia a esta energía renovable realizando, entre otras, una instalación en el edificio de la imprenta regional, sede del BORM que permite generar 135.000 kW al año; también en la dedicación de 200 m² de superficie sobre la cubierta del Hospital Universitario Morales Meseguer.

#### Energía eólica
Existen varios parques eólicos para la producción de energía eléctrica. El primer parque eólico se instaló en la sierra de Ascoy en diciembre de 1998 con nueve aerogeneradores y una capacidad de generación de 660 kW. Existen diez parques eólicos en 2009: cuatro en Jumilla, tres en Yecla, dos en Cieza y uno en La Unión, con una producción de 152.310 kW.

#### Biocombustibles
La producción de biodiésel se está desarrollando mediante la instalación de varias empresas productoras de biocombustibles en el Valle de Escombreras:
- Acciona y Moyresa Gurasol, para una producción de Producción anual:140.000 Toneladas.[19]
- Biodiésel Productions
- Saras Energía.[20]

#### Otros tipos de energía renovable
La producción de energía hidroeléctrica es muy limitada al existir gran escasez de agua.

## Vías de comunicación
- Aeropuerto Internacional de la Región de Murcia.
- Puerto marítimo de Cartagena.

## Medios de comunicación. Prensa, radio y televisión
La Región de Murcia cuenta con tres periódicos diarios: La Verdad, La Opinión, El Faro y El Público.
En cuanto a canales de televisión digitales autonómicos, la Región emite cuatro canales diferentes:
- 7 Región de Murcia, es la televisión pública autonómica, dirigida por la Radiotelevisión de la Región de Murcia
- Televisión Murciana (TVM)
- Canal 6, perteneciente al diario La Verdad
- Televisión Popular de la Región de Murcia (Popular TV)

## Turismo

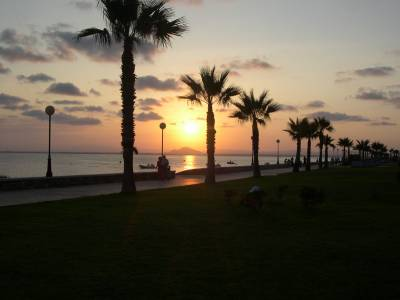
La Manga del Mar Menor.

El clima y las playas de la Región de Murcia, la hacen propensa al turismo denominado de sol y playa. La costa murciana, llamada Costa Cálida, tiene una longitud de 170 km, donde se alternan grandes playas de arena blanca con otras más pequeñas y calas con acantilados. Además, cuenta con el Mar Menor, una laguna litoral con múltiples posibilidades turísticas. Como separación entre este lago salado y el Mar Mediterráneo, se alza La Manga del Mar Menor. A partir de los años 1990, la construcción y el turismo se convirtieron en las bases de la economía murciana que sigue fuertemente impulsado por el Gobierno Regional como con el polémico megaproyecto de Marina de Cope en el parque regional de Cabo Cope y Puntas de Calnegre, denominado por el Consejero de Industria y Consumo como el nuevo Cancún, el complejo urbano-turístico más grande de Europa en el marco de la Ley del Suelo de Murcia de 2001 (recurrida al Tribunal Constitucional y que aún no ha realizado el fallo).
De las 192 playas clasificadas en la Región, 15 están calificadas con bandera azul y otras 19 poseen el sello Q de Calidad Turística otorgado por el Instituto para la Calidad Turística Española (ICTE), organismo dependiente de la Secretaría General de Turismo del Ministerio de Economía, lo que la convierte en la tercera comunidad autónoma con más playas certificadas con este título, siendo Cartagena, con 10, el municipio español con más playas que poseen esta calificación.
Las posibilidades turísticas se complementan con un creciente interés por el turismo cultural y de ciudad, concentrado en los cuatro núcleos históricos principales: Murcia, Cartagena, Lorca y Caravaca de la Cruz.
El paisaje murciano es más variado de lo que pueda parecer, y ofrece una alta gama de actividades deportivas y de aventura como senderismo, espeleología, vuelos térmicos (ala delta, parapente), escalada, cicloturismo, paseos a caballo, descensos fluviales (ráfting, piraguas, kayaks), caza y pesca. La mayoría se concentran en Sierra Espuña, Valle de Ricote y el nordeste de la Región. El turismo rural también se encuentra en auge, principalmente en los alrededores de Caravaca de la Cruz, Totana, Moratalla y Cehegín[cita requerida].